# Französisches Heer (bis 2015)
Dieser Artikel beschreibt den Zustand der Französischen Landstreitkräfte bis Dezember 2015. Im Jahre 2016 wurde eine umfangreiche Umstrukturierung durchgeführt (→ Französisches Heer).

## Organisation

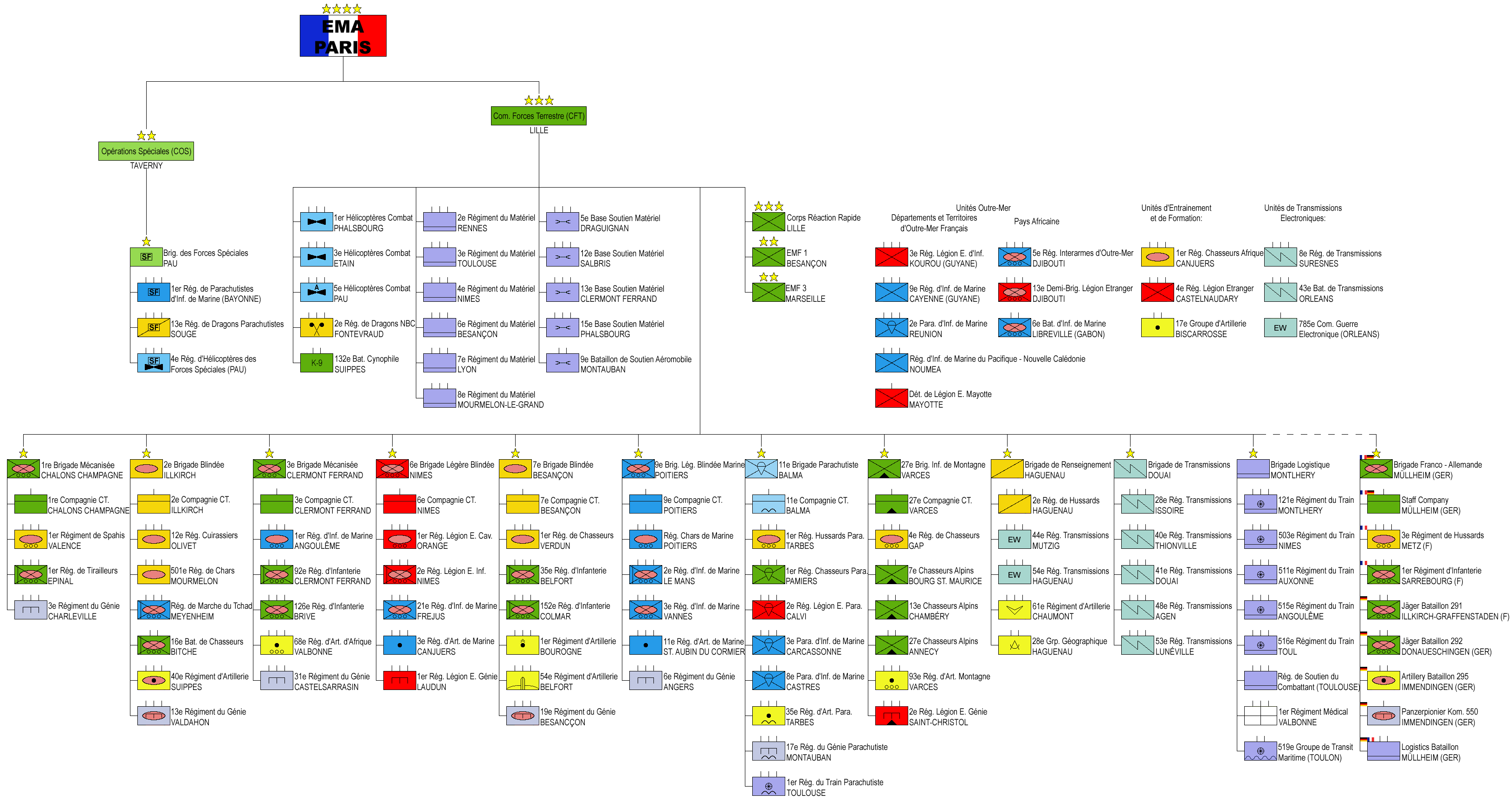
Organisation des französischen Heeres

Neben den üblichen Heeresverbänden gehören zudem die Marineinfanterie und die Fremdenlegion zum französischen Heer. Die Marineinfanterie ist eingeschränkt vergleichbar mit dem US Marine Corps, verfügt allerdings über keine eigenen Flugzeuge.

### EMAT
Der EMAT (Etat-major de l'Armée de terre – Generalstab des Heeres) ist vergleichbar mit dem Heeresführungskommando des deutschen Heeres. Das EMAT gliedert sich in CFAT, COS und CFLT.

### COS
Das Commandement des opérations spéciales (COS) (dt. „Oberkommando für Sondereinsätze“) mit Stab in Taverny ist ein teilstreitkraftübergreifendes Hauptkommando, das sämtliche Spezialeinheiten des französischen Militärs und anderer ihm unterstehende Organisationen führt. Es wird entweder von einem Lieutenant général oder einem Vice-admiral kommandiert.
Zu den ständig dem COS unterstellten Einheiten zählt die:

### Commandement des forces spéciales terrestres (CFST) – (Heeres-Sondereinsatz-Kommando) inPau
in der alle Sondereinsatzkräfte des Heeres zusammengefasst sind.
- 1er régiment parachutiste d’infantrie marine – (1. Fallschirmjägerregiment der Marineinfanterie) in Bayonne
- 13e régiment de dragons parachutiste – (13. Dragoner-Fallschirmjägerregiment) in Martignas-sur-Jalle
- 4e régiment d'hélicoptères des forces speciales – (4. Hubschrauberregiment der Spezialkräfte) in Pau

### CFT
CFT – Commandement des Forces Terrestres – (Kommando der Landstreitkräfte) Es führt alle Kampfverbände und Unterstützungsverbände, außer die des COS. Es besteht aus:
- Dem Stab des Corps Réaction Rapide – (Schnelles Eingreifkorps) in Lille
  - dem 43e régiment d’infanterie (43. Infanterieregiment) in Lille als Führungs-/Unterstützungsregiment[3]

Weiterhin dem CFT direkt unterstellte Verbände:
- - 2e régiment de dragons – nucléaire, biologique et chimique – (2. Dragoner ABC-Abwehrregiment) in Fontevraud.
  - 132e bataillon cynophile de l'armée de terre – (132. Heeres Diensthunde-Ausbildungsbataillon) in Suippes
  - 1er régiment d’hélicoptères de combat – (1. Kampfhubschrauberregiment) in Phalsbourg mit 22 Gazelle, 20 Puma und 14 Cougar
  - 3e régiment d’hélicoptères de combat – (3. Kampfhubschrauberregiment) in Étain mit 37 Gazelle und 16 Puma
  - 5e régiment d’hélicoptères de combat – (5. Kampfhubschrauberregiment) in Pau mit 16 Gazelle, 9 Eurocopter Tiger 16 Puma und 7 Cougar.

- EMF – État-major de force – (Streitkräftestab) Führungsverbände, vergleichbar mit Divisionen. Bei Einsätzen werden die Brigaden den EMF unterstellt. Insgesamt gibt es zwei EMF, die jeweils über einen Unterstützungsverband verfügen

- EMF 1
  - 7e bataillon du train – (7. Nachschubbataillon – als Führungs-/Unterstützungsbataillon) in Besançon
- EMF 3
  - 72e bataillon d’infanterie de Marine – (72. Marine-Infanteriebataillon – als Führungs-/Unterstützungsbataillon) in Marseille

## Brigaden
Die Brigaden der französischen Armee unterstehen direkt dem CFT und nicht, wie man es beim Deutschen Heer kennt, Divisionen. Divisionsstäbe werden in der Form der EMF nur bei (Auslands-)Einsätzen aktiv und führen dann Brigaden operativ. Die den Brigaden unterstellten Verbände führen historisch die Bezeichnung Regiment. Die CFT setzt sich aus folgenden Verbänden zusammen:

### 2ebrigade blindée – (2. Gepanzerte Brigade) –Illkirch
- 2e compagnie de commandement et de transmissions – (2. Stabs- und Fernmeldekompanie) mit 22 „VAB“ in Orléans
- 501er régiment de chars de combat – (501. Panzerregiment) mit 60 Kpz Leclerc in Mourmelon-le-Grand
- 12e Régiment de cuirassiers – (12. Kürassierregiment) mit 60 Kpz „Leclerc“ in Olivet
  - 2e Escadron d'éclairage et d'investigation (EEI N° 2) (2. Aufklärungsschwadron) in Olivet (zum 12e R.C)
- Régiment de marche du Tchad – (Tschad-Marschregiment) mit AMX-10P und „VAB“ in Meyenheim
- 16e bataillon de chasseurs – (16. Jägerbataillon) mit „VBCI“ in Bitche
- 40e régiment d'artillerie – (40. Panzerartillerieregiment) mit AMX-30 AuF1 und 120 mm Mörsern in Suippes
- 13e régiment du génie – (13. Pionierregiment) in Le Valdahon

### 3ebrigade mécanisée – (3. mechanisierte Brigade) –Clermont-Ferrand
- 3e compagnie de commandement et de transmissions – (3. Stabs- und Fernmeldekompanie) mit „VAB“ in Clermont-Ferrand
- 1er régiment d'infanterie marine – (1. Marine-Infanterieregiment) mit 48 „AMX 10 RC“, 30 „VAB“ und 71 „VBL“ in Angoulême
  - 3e Escadron d'éclairage et d'investigation (EEI N° 3) (3. Aufklärungsschwadron) in Angoulême (zum 1er R.I.Ma)
- 92e régiment d’infanterie – (92. Infanterieregiment) mit „VBCI“ und „VAB“ in Clermont-Ferrand
- 126e régiment d'infanterie – (126. Infanterieregiment) mit „VAB“ und „VBL“ in Brive-la-Gaillarde
- 68e régiment d'artillerie – (68. Artillerieregiment) mit 32 „AMX 30 AuF1“ und 16 Mörsern 120 mm in „Camp de Valbonne“ (bei Béligneux im Département Ain)
- 31e régiment du génie – (31. Pionierregiment) in Castelsarrasin

### 6ebrigade légère blindée – (6. Leichte Gepanzerte Brigade) –Nîmes
- 6e Compagnie de Commandement et de Transmissions – (6. Stabs- und Fernmeldekompanie) mit „VAB“ in Nîmes
- 1er régiment étranger de cavalerie – (1. Kavallerieregiment der Fremdenlegion) mit 48 „AMX 10 RC“ in Carpigne
  - 6e Escadron d'éclairage et d'investigation (E.E.I. n° 6) (6. Aufklärungsschwadron) in d'Orange (4. Escadron des 1er R.E.C)
- 2e régiment étranger d'infanterie – (2. Infanterieregiment) der Fremdenlegion mit 135 „VAB“ in Nîmes
- 1er régiment de Spahis – (1. Spahiregiment) mit 48 AMX-10RC in Valence
  - 1er Escadron d'éclairage et d'investigation (EEI N° 1) – (1. Aufklärungsschwadron) in Valence (zum 1e RS)
- 21e régiment d'infanterie de marine – (21. Marine-Infanterieregiment) mit „VAB“ in Fréjus
- 3e régiment d'artillerie de marine – (3. Marine-Artillerieregiment) mit 155 TRF1 und 120 mm Mörsern im „Camp de Canjuers“ (Département Var)
- 1er régiment étranger du génie – (1. Pionierregiment der Fremdenlegion) in Laudun

### 7ebrigade blindée – (7. Panzerbrigade) inBesançon
- 7e compagnie de commandement et de transmissions – (7. Stabs- und Fernmeldekompanie) mit „VAB“ in Besançon
- 1e régiment de chasseurs à cheval– (1. Regiment Jäger zu Pferde) mit 60 Kampfpanzer „Leclerc“ und 30 „VBL“ in Thierville-sur-Meuse
  - 7e Escadron d'éclairage et d'investigation (EEI N° 7) – (7. Aufklärungsschwadron) in Thierville-sur-Meuse (zum 1er R.Ch)
- 1er régiment de tirailleurs (1. Schützenregiment) mit VBCI-VCI, VAB, VBL, VB2L, P4 in Épinal
- 35e régiment d’infanterie – (35. Infanterieregiment) mit „VBCI“ und „VBL“ in Belfort
- 152e régiment d'infanterie – (152. Infanterieregiment) mit „VBCI“ in Colmar
- 1er régiment d'artillerie – (1. Artillerieregiment) mit MLRS in Belfort
- 8e régiment d'artillerie – (8. Artillerieregiment) mit 120 mm Mörsern in Commercy
- 54e régiment d'artillerie – (54. Artillerieregiment – Flugabwehr) mit Mistral in Hyères
- 19e régiment du génie – (19. Panzer-Pionierregiment) in Besançon
- 3e régiment du génie – (3. Pionierregiment) in Charleville-Mézières

### 9ebrigade légère blindée de marine – (9. leichte Marine-Panzerbrigade) inPoitiers
- 9e compagnie de commandement et de transmissions – (9. Stabs- und Fernmeldekompanie) mit „VAB“ in Poitiers
- Régiment d'infanterie-chars de marine – (Gepanzertes Marinereinfanteriegiment) mit „AMX 10RC“ in Poitiers
  - Escadron d'éclairage et d'investigation (EEI N° 9) – (9. Aufklärungsschwadron) in Poitiers (zum R.I.C.M)
- 2e régiment d'infanterie de marine – (2. Marine-Infanterieregiment) mit „VAB“ in Champagné (Département Sarthe)
- 3e régiment d'infanterie de marine – (3. Marine-Infanterieregiment) mit „VAB“ in Vannes
- 11e régiment d'artillerie de marine – (11. Marine-Artillerieregiment) mit „TRF-1“ in Saint-Aubin-du-Cormier (Département Ille-et-Vilaine)
- 6e régiment du génie – (6. Pionierregiment) in Angers

### 11ebrigade parachutiste – (11. Fallschirmjägerbrigade) in Balma
- 11e compagnie de commandement et de transmissions parachutiste- (11. Fallschirm-Stabs- und Fernmeldekompanie) in Balma (Département Haute-Garonne)
- 1er régiment de hussards parachutistes – (1. Fallschirm-Husarenregiment) mit ERC-90 Sagaie, „VAB“ und „VBL“ in Tarbes
  - Escadron de reconnaissance et d'intervention anti-char – (Aufklärungs- und Panzerabwehrschwadron – zu 1er R.H.P)
- 1er régiment de chasseurs parachutistes – (1. Fallschirmjägerregiment) in Pamiers
- 2e régiment étranger de parachutistes – (2. Fallschirmjägerregiment der Fremdenlegion) in Calvi
- 3e régiment parachutiste d'Infanterie de marine – (3. Marine-Fallschirmjägerregiment) in Carcassonne
- 8e régiment parachutiste d'Infanterie de marine – (8. Marine-Fallschirmjägerregiment) in Castres
- 35e régiment d'artillerie parachutiste – (35. Fallschirm-Artillerieregiment) in Tarbes
- 17e régiment du génie parachutiste – (17. Fallschirm-Pionierregiment) in Montauban
- 1er régiment du train parachutiste – (1. Fallschirm-Transportregiment) in Toulouse

### 27ebrigade d'infanterie de montagne – (27. Gebirgsinfanterie-Brigade) inGrenoble
- 27e compagnie de commandement et de transmissions – (27. Stabs- und Fernmeldekompanie) in Varces (Département Isère)
- 4e régiment de chasseurs – (4. Jägerregiment) mit 36 „ERC-90“, 20 „AVB“, 72 „AVL“ und 6 Hubschraubern „Gazelle“ in Gap
  - Escadron de reconnaissance et d'intervention anti-char – (Aufklärungs- und Panzerabwehrschwadron – zu 4e R.Ch.)
- 7e bataillon de chasseurs alpins – (7. Gebirgsjägerbataillon) mit 70 „VAB“ und 12 VMB in Bourg-Saint-Maurice
- 13e bataillon de chasseurs alpins – (13. Gebirgsjägerbataillon) mit „VAB“ in Barby
- 27e bataillon de chasseurs alpins – (27. Gebirgsjägerbataillon) mit „VAB“ in Cran-Gevrier
- 93e régiment d'artillerie de montagne – (93. Gebirgsartillerieregiment) in Varces
- 2e régiment étranger du génie – (2. Gebirgs-Pionierregiment der Fremdenlegion) in Saint-Christol

### Brigade de transmissions et d'appui au commandement – (Stabs- und Fernmeldebrigade) inDouai
- 28e régiment de transmissions – 28. Fernmelderegiment in Issoire
- 40e régiment de transmissions – 40. Fernmelderegiment in Thionville
- 41e régiment de transmissions – 41. Fernmelderegiment in Douai
- 48e régiment de transmissions – 48. Fernmelderegiment in Agen
- 53e régiment de transmissions – 53. Fernmelderegiment in Lunéville

### Brigade de renseignement– (Aufklärungsbrigade) inHaguenau
- 2e régiment de hussards – (2. Husarenregiment) in Haguenau
- 28e groupe géographique – (28. Topographiegruppe) in Haguenau
- 44e régiment de transmissions – (44. Fernmelderegiment) in Mutzig
- 54e régiment de transmissions- (34. Fernmelderegiment) in Haguenau
- 61e régiment d'artillerie – (61. Artillerieregiment) mit Drohnen (SDTI-Système de drone tactique intérimaire) in Chaumont

### Brigade franco-allemande (Deutsch-Französische Brigade) inMüllheim (Baden)
- Französischer Anteil:
  - 3e régiment de hussards – 3. Husarenregiment in Metz
  - 1er régiment d’infanterie – 1. Infanterieregiment in Sarrebourg
  - Bataillon de commandement et de soutien de la Brigade franco-allemande (Stabs- und Versorgungsbataillon) in Müllheim

### 1erbrigade logistique – (1. Logistikbrigade) inMontlhéry
- 121e régiment du train – (121. Nachschubregiment) in Linas-Montlhéry
- 503e régiment du train – (503. Nachschubregiment) in Nîmes
- 511e régiment du train – (511. Nachschubregiment) in Auxonne
- 515e régiment du train – (515. Nachschubregiment) in Brie-La Braconne (Département Charente)
- 516e régiment du train – (516. Nachschubregiment) in Toul
- 519e groupe de transit maritime – (519. Übersee-Versorgungsgruppe) in Toulon
- Régiment médical – (Sanitätsregiment) im Camp la Valbonne
- Régiment de soutien du combattant – (Einsatzunterstützungsregiment) in Toulouse

### Unités de soutien d'état-major – (Unterstützungseinheit des Oberkommandos)
- 1er régiment étranger – 1. Regiment der Fremdenlegion in Aubagne mit:

Hauptverwaltung der Fremdenlegion
Musikcorps der Fremdenlegion
Groupement de recrutement de la Legion étrangére (GRLE), Rekrutierungsgruppe der Fremdenlegion in Fontenay-sous-Bois

### Ausbildungseinheiten
- 1er régiment de chasseurs d’Afrique – (1. Regiment der afrikanischen Jäger) in Camp de Canjuers
- 13e demi-brigade de Légion étrangère – (13. Halbbrigade der Fremdenlegion) Causse du Larzac
- 4e régiment étranger – (4. Infanterieregiment der Fremdenlegion) in Castelnaudary
- 17e groupe d'artillerie – 17. Artilleriegruppe im Département Landes

### Elektronische Kriegführung
- 785e compagnie de guerre électronique – (785. Kompanie für elektronische Kriegführung) in Orléans

### Nicht in Brigaden eingebundene Einheiten
- 25e régiment du génie de l'air – (25. Luftwaffen-Pionierregiment) in Istres
- Brigade de sapeurs-pompiers de Paris – (Berufsfeuerwehr Paris) in Paris (gehört zur Pioniertruppe)
- Unité d'Instruction et d'Intervention de la Sécurité Civile n°1 – (Zivilschutzeinheit Nr. 1) in Nogent-le-Rotrou
- Unité d'Instruction et d'Intervention de la Sécurité Civile n°5 – (Zivilschutzeinheit Nr. 5) in Corte
- Unité d'Instruction et d'Intervention de la Sécurité Civile n°7 – (Zivilschutzeinheit Nr. 7) in Brignoles
- 44e régiment d'infanterie – (44. Infanterieregiment, Stammeinheit für die DGSE) in Paris

### Service de maintenance industrielle terrestre – (Industrieller Instandsetzungsdienst) in Satory
- 2e régiment du matériel – (2. Instandsetzungsregiment) in Bruz
- 3e régiment du matériel – (3. Instandsetzungsregiment) in Muret
- 4e régiment du matériel – (4. Instandsetzungsregiment) in Nîmes
- 6e régiment du matériel – (6. Instandsetzungsregiment) in Besançon
- 7e régiment du matériel – (7. Instandsetzungsregiment) in Lyon
- 8e régiment du matériel – (8. Instandsetzungsregiment) in Mourmelon-le-Grand
- 5e base de soutien du matériel (5. Instandsetzungs-/Unterstützungdepot) in Draguignan
- 9e bataillon de soutien aéromobile (9. Luftfahrzeug-Unterstützungsbataillon) in Montauban
- 12e base de soutien du matériel (12. Instandsetzungs-/Unterstützungdepot) in Salbris (Département Loir-et-Cher)
- 13e base de soutien du matériel (13. Instandsetzungs-/Unterstützungdepot) in Clermont-Ferrand
- 15e base de soutien du matériel (15. Instandsetzungs-/Unterstützungdepot) in Phalsbourg (Auflösung zwischen 2012 und 2014)

## Unités outre-mer – (Truppen in Übersee)
Die überseeischen Verbände sind Landstreitkräfte in fremden Ländern im Auftrag militärischer Zusammenarbeit, in den französischen Überseegebieten und Territorien, auf die Frankreich Ansprüche erhebt.
- FFDJ – Forces françaises de Djibouti – (Französische Streitkräfte in Dschibuti)
- 5e régiment interarmes d’outre-mer – (5. Gemischtes Überseeregiment) mit „ERC-90 Sagaie“, „TRF1“, und „Mistral“ Flugabwehrraketen in Dschibuti
- Détachement d'aviation légère de l'armée de terre (DETALAT) – (Leichte Heeresfliegerabteilung)

- FFG – Forces françaises du Gabon – (Französische Streitkräfte in Gabun)
- 6e bataillon d’infanterie de marine (6. Marineinfanteriebataillon) mit „ERC-90 Sagaie“ in Libreville
- Détachement d'aviation légère de l'armée de terre (DETALAT) – (Leichte Heeresfliegerabteilung) mit 4 Puma-Hubschraubern

- EFS – Éléments français au Sénégal – (Französische Streitkräfte im Senegal)
- Unité de coopération régionale (UCR) – (Beratergruppe)

- FAG – Forces armées de Guyane – (Französische Streitkräfte in Französisch-Guyana)
- 3e régiment étranger d'infanterie – (3. Infanterieregiment der Fremdenlegion) in Kourou
- 9e régiment d’infanterie de marine – (9. Marineinfanterieregiment) in Cayenne

- FAA – Forces armées des Antilles – (Französische Streitkräfte auf den Antillen)
- Détachement Terre Antilles/33e régiment d'infanterie de marine – (Detachement des 33. Marine-Infanterieregiments) in Martinique und Guadeloupe

- FAZSOI – Forces armées de la zone sud de l'océan Indien – (Französische Streitkräfte im südlichen Indischen Ozean)
- 2e régiment de parachutistes d'infanterie de marine – (2. Marine-Infanterieregiment) in Saint-Pierre (Réunion)
- Détachement de Légion étrangère de Mayotte – Abteilung der Fremdenlegion in Mayotte

- FANC – Forces armées de Nouvelle-Calédonie – (Französische Streitkräfte) auf Neu-Kaledonien
- Régiment d'infanterie de marine du Pacifique – (Pazifisches Marine-Infanterieregiment) in Nouméa

- FAPF – Forces armées en Polynésie française – (Französische Streitkräfte) auf Französisch-Polynesien
- Détachement Terre de Polynésie – (Abteilung der Gendarmerie nationale) in Papeete

- IMFEAU – Implantation militaire française aux Émirats arabes unis – (In die Vereinigten Arabischen Emirate abgestellte Kräfte)
- 5e régiment de cuirassiers – (5. Kürassierregiment) mit Leclerc Kampfpanzern, VAB und VBCI in Abu Dhabi

## Territorial – Verbände
Frankreichs Staatsgebiet ist in fünf territoriale Bereiche gegliedert. In Deutschland gab es dies ebenfalls. Man bezeichnete diese Regionen in Deutschland als Wehrbereichskommandos.
- 526e bataillon du train – (526. Nachschubbataillon / Führungs-/Unterstützungsbataillon) unterstützt die Region Île-de-France (HQ in Saint-Germain-en-Laye)
- 4e groupe d’escadrons de hussards – (4. Husarengruppe / Führungs-/Unterstützungsbataillon) unterstützt die Region Nord-Ost (HQ in Metz)
- 22e bataillon d'infanterie – (22. Infanteriebataillon / Führungs-/Unterstützungsbataillon) unterstützt die Region Süd-Ost (HQ in Lyon)
- 57e bataillon d'infanterie – (57. Infanteriebataillon / Führungs-/Unterstützungsbataillon) unterstützt die Region Süd-West (HQ in Bordeaux)
- 16e groupe d'artillerie – (16. Artilleriegruppe / Führungs-/Unterstützungsbataillon) unterstützt die Region Nord-West (HQ in Rennes)

## Aufgelöste Einheiten
- 110e  régiment d'infanterie am 24. Juni 2014
- 4e régiment de dragons am 30. Juni 2014
- 1er régiment d'artillerie de marine am 30. Juni 2015[4]
- 1er brigade mécanisée – (1. mechanisierte Brigade) in Châlons-en-Champagne (am 21. Juli 2015)

## Ausrüstung

### Gepanzerte Fahrzeuge
- Kampffahrzeuge
  - schwerer Kampfpanzer Leclerc
  - Bergepanzer AMX 30 D[5]
  - Panzerjäger AMX-10 RC (als mittlerer Rad-Kampfpanzer – 2015 noch 236 Exemplare)
  - Panzerjäger ERC-90 Sagaie (98 Exemplare – als leichter Rad-Kampfpanzer)
  - Rad-Schützenpanzer VBCI (272 Exemplare)

Die Schützenpanzer AMX-10P waren Ende 2015 nicht mehr im Bestand gelistet.
- Transportfahrzeuge
  - Transportpanzer VAB (3585 Exemplare)
  - gepanzertes Transportfahrzeug VBL (1610 Exemplare)
  - gepanzertes Transportfahrzeug Petit Véhicule Protégé (900 Exemplare)
  - gepanzertes Transportfahrzeug VHM – (Véhicule à haute mobilité) (129 Exemplare)

- Sonstige
  - Bergepanzer Char de Dépannage DNG/DCL
  - Buffalo Mine Protected Vehicle (5 Exemplare)
  - Aravis (blindé) (15 Exemplare)
  - Sherpa 3 (77 Exemplare als Trägerfahrzeuge der Haubitze CAESAR)
  - VHM – Véhicule à haute mobilité (53 Exemplare)

### Artillerie
- Rohrartillerie
  - Feldhaubitze 155 mm TRF1
  - Feldhaubitze 155 mm BF-50 (nicht mehr im Bestand)
  - Feldhaubitze 155 mm HM-2 (nicht mehr im Bestand)
  - Panzerhaubitze „Canon de 155 mm Modèle F3 Automoteur“ (nicht mehr im Bestand)
  - Panzerhaubitze AMX-30 AuF1
  - Feldhaubitze 155 mm mot System CAESAR

- Mörser gehören bei der französischen Armee zur Artillerie
  - 120-mm-Mörser M-51
  - 120-mm-Mörser RTF1

- Raketenartillerie
  - Raketenwerfer MLRS (beim deutschen Heer als MARS bezeichnet)

### Flugabwehr
Die Flugabwehr gehört, wie bei vielen anderen Armeen, jedoch anders etwa als bei der Bundeswehr, zur Artillerie.
- Raketenflugabwehr
  - Flugabwehrraketensystem Mistral
  - Flugabwehrraketensystem Roland (nicht mehr im Bestand)
  - Flugabwehrraketensystem Hawk (nicht mehr im Bestand)

### Hubschrauber
siehe auch Hauptseite Aviation légère de l’armée de terre
- Kampfhubschrauber
  - Panzerabwehrhubschrauber Gazelle (werden durch Tiger ersetzt)
  - Kampfhubschrauber Eurocopter Tiger

- Transporthubschrauber
  - Mehrzweck-Hubschrauber NH90
  - Transporthubschrauber Puma (werden durch NH90 ersetzt)

### Pioniergerät
- Engin de franchissement de l’avant
- Amphibienfahrzeug LARC

## Sonstiges
- Der Ausdruck Armee erscheint historisch in den Namen der fünf Armeen, als Regionen Frankreichs zugeordnete Großverbände, von denen ...
  - Die 1ere armée, auch Première Armée Française (deutsch 1. Armee Frankreichs) wieder in der Schlussphase des Zweiten Weltkriegs aus der regulären französischen B-Armee aufgestellt und nach Kämpfen in Deutschland 1946 in Frankreich demobilisiert wurde (8 Brigaden/Divisionen).
  - Die 2e armée (deutsch 2. Armee) kämpfte als Teil des Heeres im Ersten und Zweiten Weltkrieg, in letzterem sie aufgelöst wurde.
- Die Forces françaises en Allemagne (FFA) (übersetzt Französische Streitkräfte in Deutschland) gingen aus Teilen der 1ere Armée hervor und besetzten als Siegermacht im Rahmen des Viermächte-Status Südwestdeutschland in der Französischen Zone. Sie wurden 1949 in Troupes Françaises d’Occupation en Allemagne, 1950 in Forces Françaises en Allemagne, 1993 in Forces françaises stationnées en Allemagne (FFSA) und 1999 in Forces françaises et éléments civils stationnés en Allemagne (FFECSA) umbenannt.
- Fremdenlegion (seit 1831)
- Marineinfanterie der französischen Marine
- Verträge über Zusammenarbeit im Verteidigungsbereich zwischen Frankreich und Großbritannien 2010
- Deutsch-Französische Brigade (seit 1989, hier unter Brigade franco-allemande)
- Geschichte des französischen Heeres
- Armée de Terre (Radsportteam)

### Anmerkung zur Namensgebung
Die Übersetzung der Einheitsnamen ist nicht wörtlich zu verstehen, sondern dient nur dem besseren Verständnis des deutschen Lesers. So wäre z. B. „2e brigade blindée“ mit „2. Gepanzerte Brigade“ wörtlich übersetzt, dabei handelt es sich durchaus um das, was man in Deutschland unter einer Panzerbrigade versteht. Daher „2. Panzerbrigade“.